# Dănești, Gorj
Dănești este satul de reședință al comunei cu același nume din județul Gorj, Oltenia, România.